# Horní Slatina
Obec Horní Slatina (německy Ober Latein) se nachází v okrese Jindřichův Hradec v Jihočeském kraji. Žije zde 139 obyvatel.
Sousedními obcemi sídla jsou Hříšice, Budíškovice, Budeč a Knínice.

## Historie
První písemná zmínka o obci pochází z roku 1278. V letech 1278 až 1301 se uvádí v pramenech Volfram a roku 1320 Hazy-mar ze Slatiny, sídlící na zdejší tvrzi. V průběhu staletí se majitelé vsi často střídali, až Felix hrabě Sobkov prodal Slatinu v roce 1760 Františku hraběti Wallisovi. V majetku rodu Wallisů jako součást panství Budíškovice zůstala Horní Slatina až do konce patrimoniálního období roku 1849.
Podle lánového rejstříku před třicetiletou válkou bylo v Horní Slatině 22 usedlostí, z toho zůstalo za války osazeno 7 a 15 zpustlo. Do roku 1671 se podařilo znovu osadit 3 usedlosti. V této době bylo ve vsi ze starých usedlíků 5 láníků a 2 pololáníci, z nových 2 pololáníci a 1 domkář s půdou.
Podle vceňovacího operátu žilo v roce 1843 v Horní Slatině 323 obyvatel z toho 156 mužů a 167 žen ve 48 domech a 72 domácnostech.

## Správní začlenění obce od roku 1850
Do roku 1849 byla Horní Slatina součástí panství Budíškovice ve Znojemském kraji.
V letech 1850 až 1855 byla podřízena pravomoci Podkrajského úřadu v Dačicích a v rámci soudní správy okresnímu soudu tamtéž. Po zřízení smíšených okresních úřadů s politickou a soudní pravomocí byla v letech 1855 až 1868 podřízena Okresnímu úřadu v Dačicích. Když byly roku 1868 veřejná správa a soudnictví opět odděleny, vrátila se pod politickou pravomoc Okresního hejtmanství v Dačicích, od roku 1919 okresní správy politické a od roku 1928 okresního úřadu tamtéž až do roku 1945. Po osvobození v květnu 1945 náležela pod Okresní národní výbor v Dačicích a v jeho rámci od roku 1948 pod nově vzniklý Jihlavský kraj. Toto začlenění trvalo až do poloviny roku 1960, kdy po územní reorganizaci byla Horní Slatina s moravským Dačickem začleněna pod správní okres Jindřichův Hradec a Jihočeský kraj, což trvalo až do zrušení Okresního úřadu v Jindřichově Hradci koncem roku 2002. V roce 1974 byla Horní Slatina sloučena s obcí Budeč, od roku 1988 s Budíškovicemi a roku 1990 se opět osamostatnila. Od roku 2003 spadá jako samostatná obec pod pověřený Městský úřad v Dačicích v samosprávném Jihočeském kraji.

## Statistika počtu domů a obyvatel
V roce 1880 měla obec 50 domů a 316 obyvatel, roku 1900 53 domů a 301 obyvatel, roku 1921 54 domů a 289 obyvatel, roku 1930 60 domů a 294 obyvatel, roku 1947 66 domů a 280 obyvatel, roku 1950 66 domů a 244 obyvatel, roku 1970 58 domů a 200 obyvatel, roku 1982 53 domů a 187 obyvatel.

## Škola
V obci byla škola zřízena roku 1717 při obnově zdejší fary. V roce 1840 zde byla postavena pro školu nová budova, na dvoutřídní byla rozšířena roku 1887. Byly sem přiškoleny obce Jersice a Vesce. Škola zde působila do roku 1973, kdy byla zrušena a žactvo převedeno do blízké Budče.

## Pamětihodnosti
- Kostel svatého Jiljí, jednolodní původně románská stavba z 1. poloviny 13. století, barokně upravený 1717 s přístavbou z roku 1833, poblíž kostela stojí památná lípa vzpomínaná v kronice roku 1717
- Kaplička svatého Antonína u silnici na Budíškovice z poloviny 19. století
- Na hřbitově se nachází litinový kříž z bolíkovských železáren z roku 1836
- V obci je pomník padlým v první světové válce z roku 1921[4][5]

## Galerie

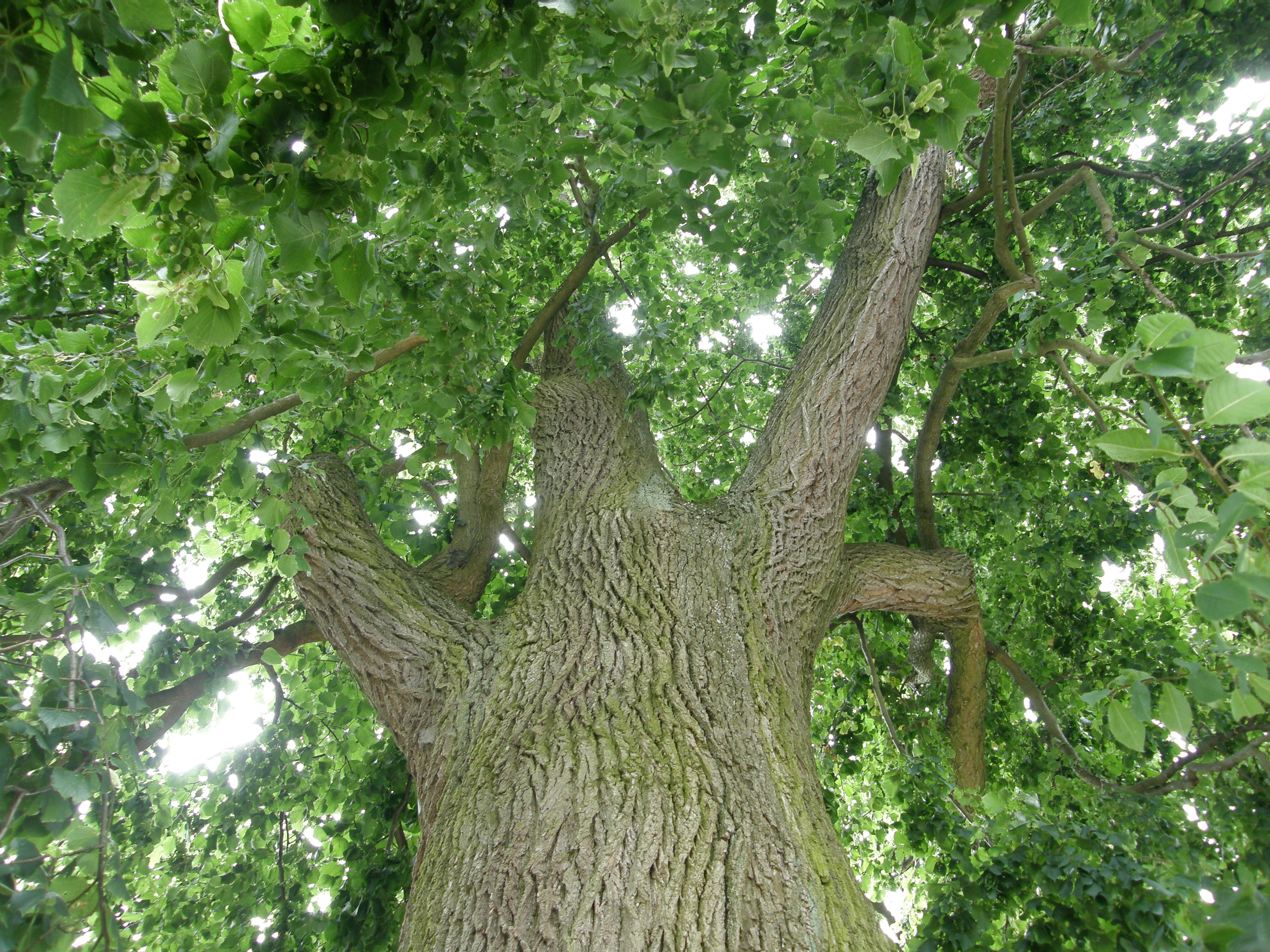
Památný strom Slatinská lípa
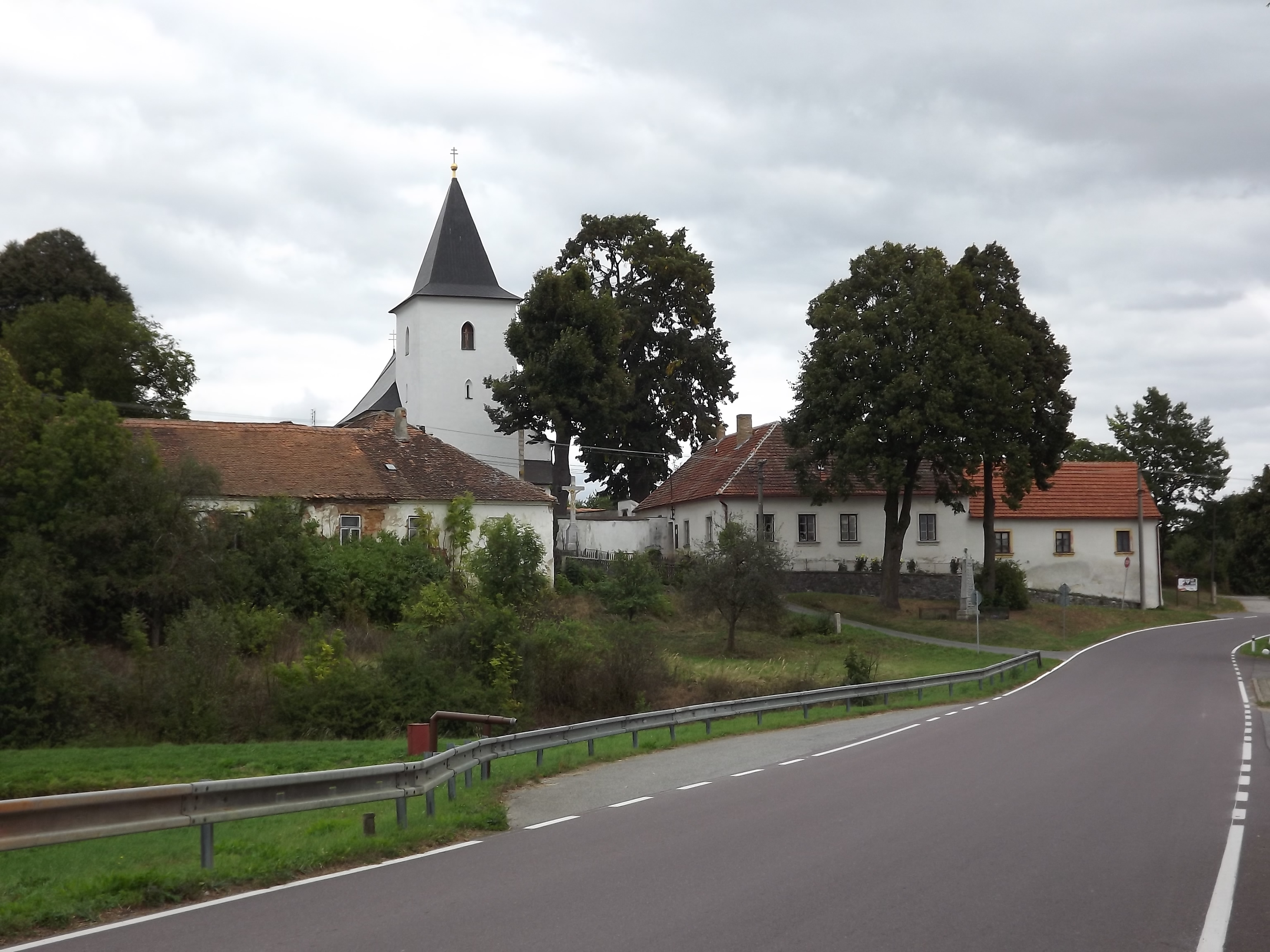
Kostel
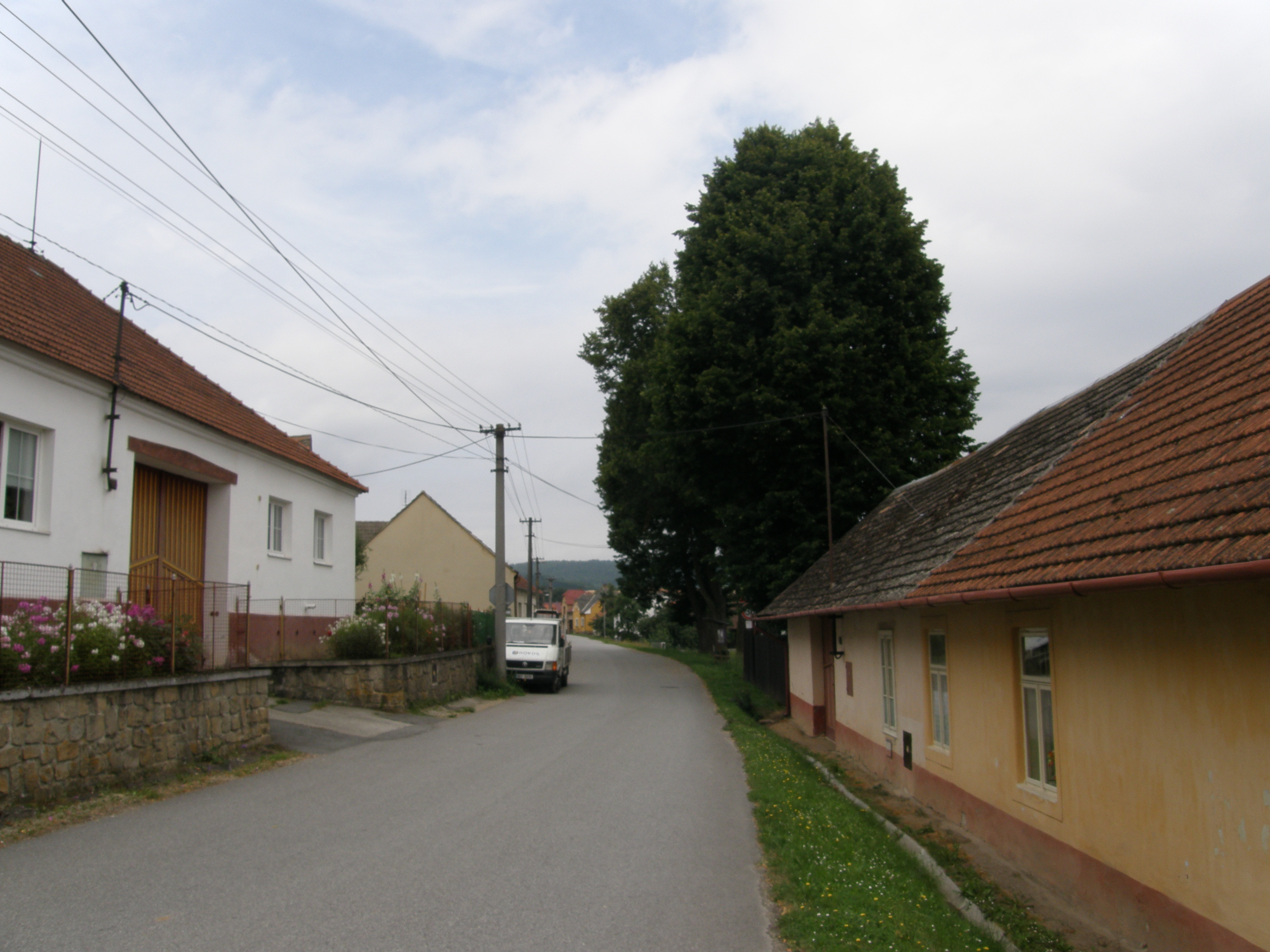
Cesta